# Barbeta
Barbeta je oklopljeni zaklon na vojnom brodu u kojem je bio smješten top koji se primjenjivao između 1868. do 1873., do pojave topovske kule.